# Ópera de Arame
Ópera de Arame é um teatro brasileiro, localizado na cidade de Curitiba, capital do estado do Paraná. Seu nome deriva do estilo construtivo, feito de tubos de aço e estruturas metálicas, coberto com placas transparentes de policarbonato, lembrando a fragilidade de uma construção em arame. 

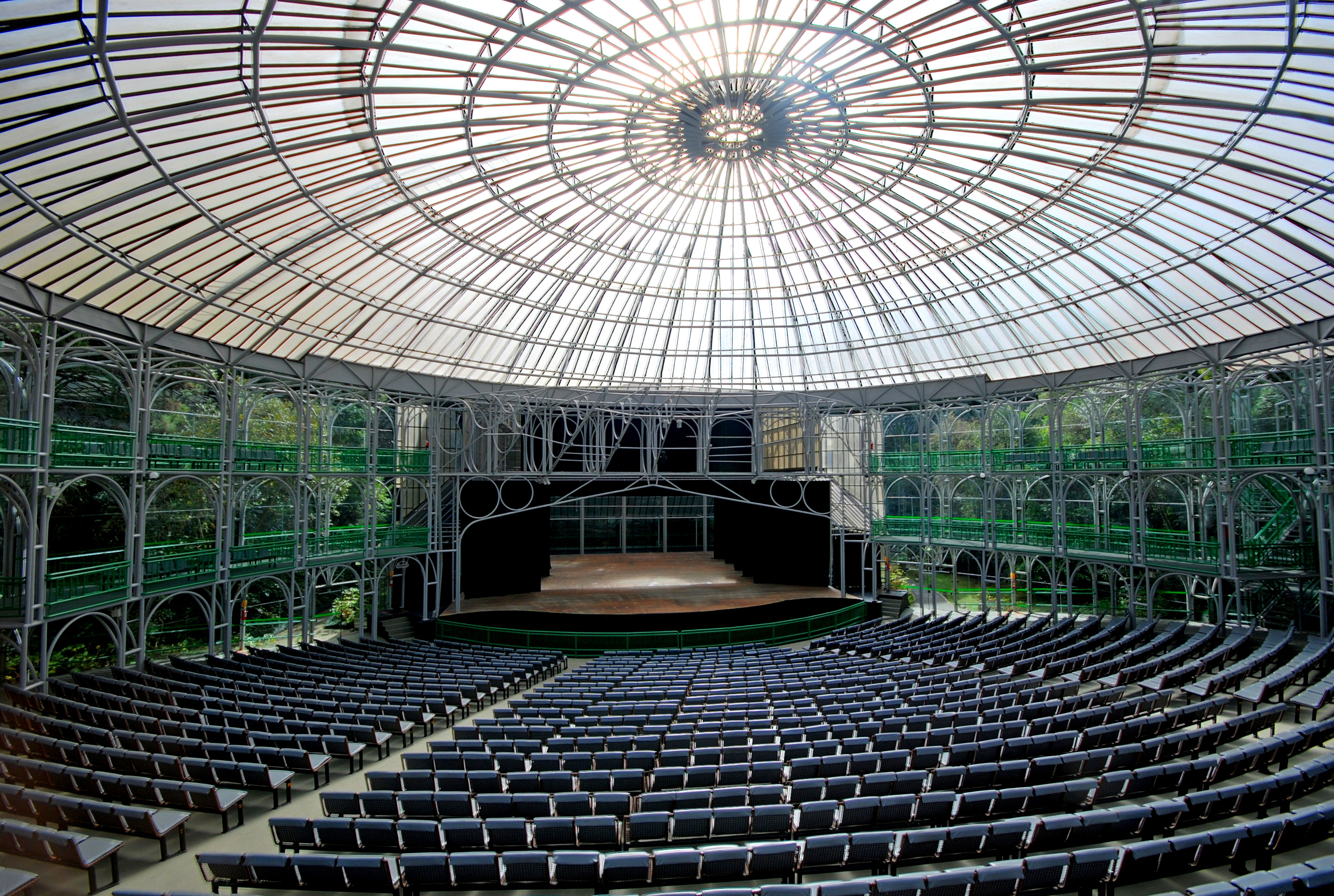
Auditório da Ópera de Arame

De forma circular, a edificação é quase toda cercada por um lago artificial, de maneira que o acesso ao auditório é feito por uma passarela sobre as águas. O projeto é do arquiteto Domingos Bongestabs, professor do departamento de Arquitetura e Urbanismo da UFPR e mesmo autor do projeto da Unilivre. As estruturas metálicas tubulares, totalizando 360 toneladas de aço, e os 2.400 bancos de tela de arame foram fornecidas pela Brafer Construções Metálicas, empresa de Araucária, na Região Metropolitana de Curitiba.
Foi montada em apenas 75 dias e inaugurada em 18 de março de 1992. Passou por uma reforma para manutenção e melhorias na segurança, concluída em meados de 2006.
Na década de 1990, o teatro do Ópera de Arame serviu de palco para o show musical Noite de Gala, da Rede CNT, apresentado por Clodovil Hernandes. 
O auditório tinha capacidade física para 2,1 mil espectadores, mas após a reforma de 2006, limitou-se a entrada para um máximo de mil pessoas (a capacidade total é de 1.572 espectadores), visando a preservação da estrutura.
Nas proximidades da ópera está a Pedreira Paulo Leminski, aberta em 1990. Juntos, formam o Parque das Pedreiras.

## Eventos

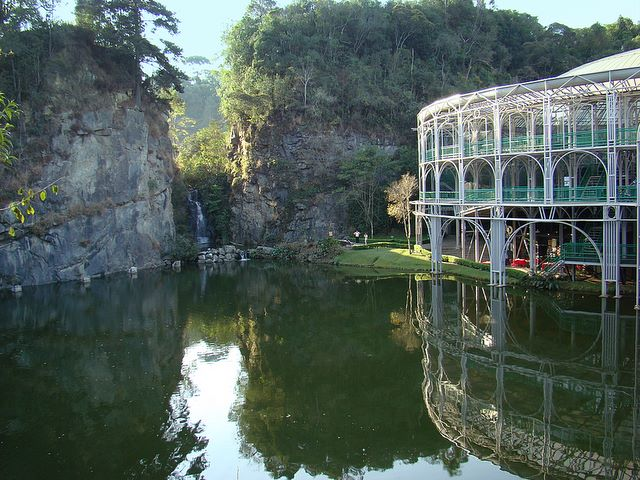
Ala externa da Ópera de Arame, com vista para o lago e a cascata artificial

- A peça inaugural foi Sonho de uma Noite de Verão, na abertura do primeiro Festival de Teatro de Curitiba. Dirigida por Cacá Rosset, com o Teatro do Ornitorrinco, tendo no elenco: Christiane Tricerri, Cacá Rosset, Tácito Rocha, Ary França, Rubens Caribé, José Rubens Chachá, Gerson Steves, Mário César Camargo e outros.
- Foi palco, em 4 de abril de 1993, da festa dos 300 anos de Curitiba.
- Em 2005 foi palco da comemoração de cinco anos do programa de televisão Altas Horas, da Rede Globo.
- Em 2006 ocorreu o Festival de Dança de Curitiba 2006, no qual quatro mil crianças dançaram o tema Diversidade em Movimento.
- Em Outubro de 2011 ocorreu a gravação do DVD Acústico na Ópera de Arame, da dupla sertaneja Fernando e Sorocaba.
- Em julho de 2016, a  cantora mexicana Maite Perroni apresentou o seu show, intitulado "Tour Love". Esse show teve a participação do brasileiro Tiago Iorc.[5]